# 阿沃爾吸口魚
阿沃爾吸口魚（学名：Siphateles alvordensis）为輻鰭魚綱鯉形目雅羅魚科的其中一種，分布於北美洲美國奧勒岡州東南方與內華達州西北方的Alvord河流域，體色呈灰白色，背面比下面更暗，並且有一條微弱的縱帶從側面穿過，背鰭鰭條7條，臀鰭鰭條8條，尾鰭鰭條19條，體長可達14公分，棲息在泉水區，以水生無脊椎動物為食，繁殖期在4至7月。